# Estación de El Triunfo (Tren Maya)
El Triunfo es una estación de trenes que se ubica en El Triunfo. El Triunfo conectara Tabasco con Campeche.

## Tren Maya
Andrés Manuel López Obrador anunció en su campaña presidencial del 2018 el proyecto del Tren Maya. El 13 de agosto de 2018 anunció el trazo completo. El recorrido de la nueva ruta del Tren Maya puso a la Estación El Triunfo en la ruta que conectaría con Palenque, Chiapas y Escárcega, Campeche
Se ubica a un costado de la antigua estación de tren en los terrenos del Ferrocarril del Istmo de Tehuantepec. La demanda de pasajeros en esta estación tiene un carácter social, considerando  en la estación un esquema de 3 vías y 2 andenes.
Actualmente, la estación en El Triunfo se encuentra abierta y recibe a viajeros locales, nacionales e internacionales.

## Características de la Estación
El proyecto retoma la arquitectura tropical tradicional con cubiertas inclinadas, pórticos y grandes volados. La estación tiene un vestíbulo común; a un costado se encuentra el área técnica y al otro el área de pasajeros; y es a lo largo de la estación que se verán los andenes. También se ubican áreas de estacionamientos, andadores y  jardines
Las áreas exteriores cuentan con rampas de acceso y taludes cubiertos de vegetación, evocando la arquitectura maya. Los acabados incluyen materiales de la región como piedra caliza, maderas y palma.